# 20160
20160（二万百六十、にまんひゃくろくじゅう）は自然数、また整数において、20159の次で20161の前の数である。

## 性質
- 20160は合成数であり、約数は1, 2, 3, 4, 5, 6, 7, 8, 9, 10, 12, 14, 15, 16, 18, 20, 21, 24, 28, 30, 32, 35, 36, 40, 42, 45, 48, 56, 60, 63, 64, 70, 72, 80, 84, 90, 96, 105, 112, 120, 126, 140, 144, 160, 168, 180, 192, 210, 224, 240, 252, 280, 288, 315, 320, 336, 360, 420, 448, 480, 504, 560, 576, 630, 672, 720, 840, 960, 1008, 1120, 1260, 1344, 1440, 1680, 2016, 2240, 2520, 2880, 3360, 4032, 5040, 6720, 10080, 20160である。
  - 約数の和は79248。
- 23番目の高度合成数であり、約数を84個持つ。1つ前は15120、次は25200。
- 64で割り切れる最小の高度合成数で、1から10のすべての自然数と64の最小公倍数である。
  - ちなみに1から10の最小公倍数は2520であり、これに16を含めると5040、27を含めると7560、32を含めると10080、16と27のふたつを含めると15120、16と25のふたつを含めると25200がそれぞれ最小公倍数となる。
- 2993番目のハーシャッド数である。1つ前は20151、次は20170。
  - 9を基とする400番目のハーシャッド数である。1つ前は20151、次は20205。
- 20160 = 26 × 32 × 5 × 7
  - 4つの異なる素因数の積で p 6 × q 2 × r × s の形で表せる最小の数である。次は31680。(オンライン整数列大辞典の数列 A190474)
- 20160 = 1 × 6 × 28 × 120
  - 倍積完全数の積で表せる数である。1つ前は168、次は9999360。
- 20160 = 6 × 28 × 120
  - 3連続倍積完全数の積で表せる数である。1つ前は168、次は1666560。
- 20160 = 8! / 2 = 3 × 4 × 5 × 6 × 7 × 8
  - n = 8 のときの n!/2 の値とみたとき1つ前は2520、次は181440。(オンライン整数列大辞典の数列 A001710)
- 20160 = 4 × 7!
  - n = 7 のときの 4n! の値とみたとき1つ前は2880、次は161280。(オンライン整数列大辞典の数列 A052578)
- 約数の和が20160になる数は79個ある。(5940, 6048, 6888, 7176, 7410, 7476, 7584, 7668, 7722, 7788, 8004, 8008, 8260, 8628, 8740, 8920, 8932, 9018, 9044, 9174, 9352, 9462, 9580, 9730, 10052, 10168, 10270, 10516, 10906, 11036, 11092, 11205, 11362, 11505, 11516, 11685, 11746, 12177, 12441, 12454, 12585, 12597, 12934, 13066, 13114, 13195, 13438, 13581, 13585, 13827, 14001, 14307, 14529, 14665, 14691, 15117, 15535, 15865, 15985, 16195, 16289, 16541, 16795, 16849, 16933, 17347, 17459, 17537, 17641, 17719, 17917, 18707, 19297, 19639, 19693, 19829, 19837, 19847) 約数の和79個で表せる最小の数である。
  - 約数の和が20160より小さい数で79個以上ある数は無い。1つ前は17280（68個）、次は30240（98個）。

## その他 20160 に関連すること
- 20160秒は5時間36分である。